# Narra
Narra es el nombre oficial de un municipio de primera categoría perteneciente a la provincia  de Palawan en Mimaropa, Región IV-B de Filipinas, cuyo ayuntamiento tiene su sede en el barrio (población) del mismo nombre. 

## Geografía

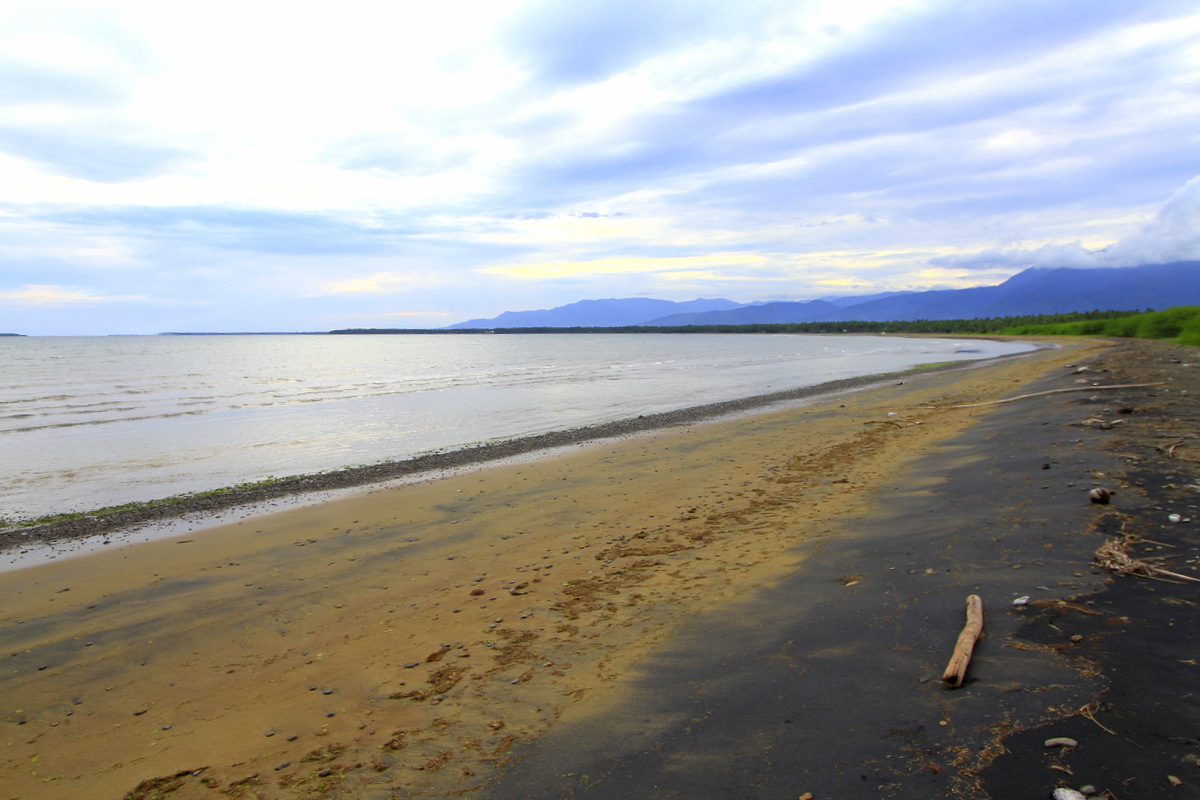
Playa de Malatgao

Situado 96 kilómetros al sur de la ciudad de Puerto Princesa la capital provincial, su término municipal linda al norte con el municipio de Aborlan, a levante con el mar de Joló, al sur con el municipio de Sofronio Española y en al oeste con el municipio de Alfonso XIII (oficialmente Quezón).
Forman parte de este municipio las siguientes nueve islas: 
Arena, Rasa o Sombrero, Emelina, Linda, Gitana, Bengaguán (Taru), Temple (Banking), Pangasinán (George) y Pulaw Talam (Cudil).

### Geomorfología

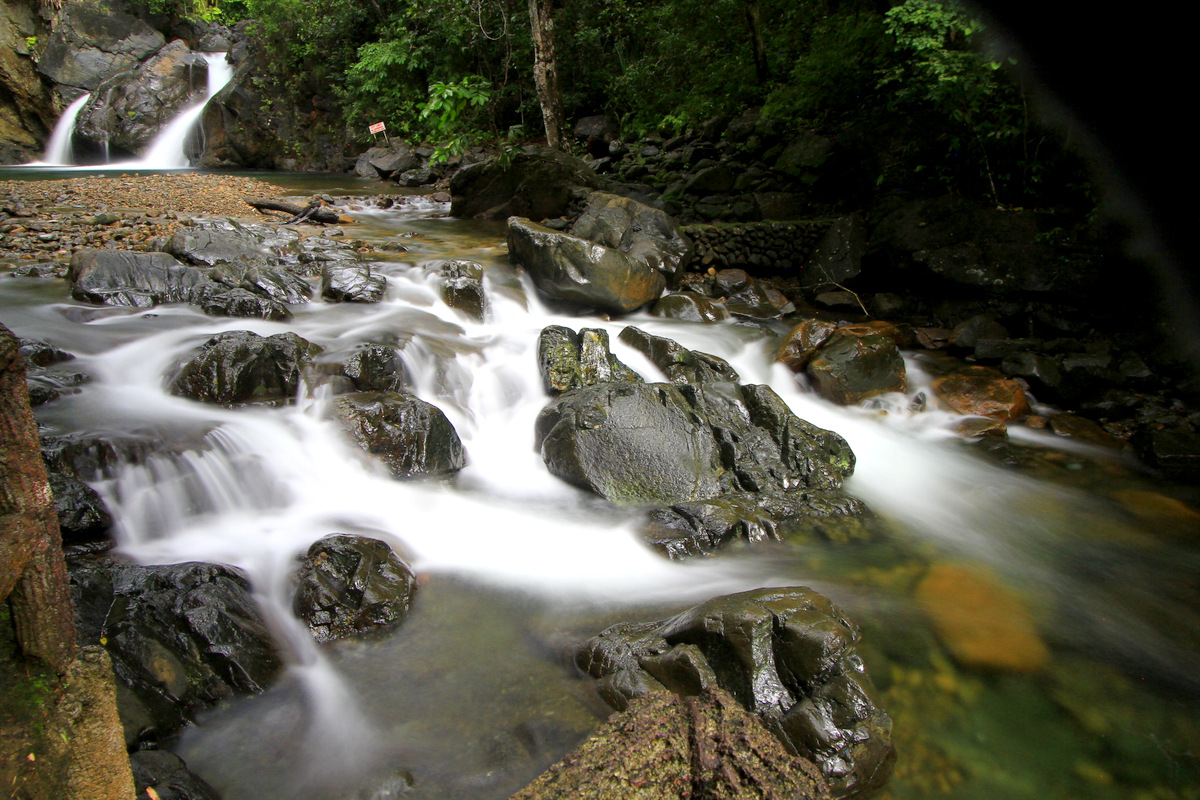
Cataratas Estrella.

La parte oriental  es una llanura costera con una suave pendiente donde abundan las plantaciones de coco, asentamientos y espacios abiertos.  Son unas  6.199 hectáreas equivalentes al 7% de su superficie.
La parte media  es  tierra apropiada para las labores agrícolas, su pendiente es moderada, de 2 a 18 grados. Son 30,596 hectáreas equivalente al 37%.
La zona occidental son laderas convergentes hacia el pico Victoria, con pendientes de 19  a 50 grados. Son tierras forestales que cubren 45,436 hectáreas equivalentes al 56%.

### Climatología

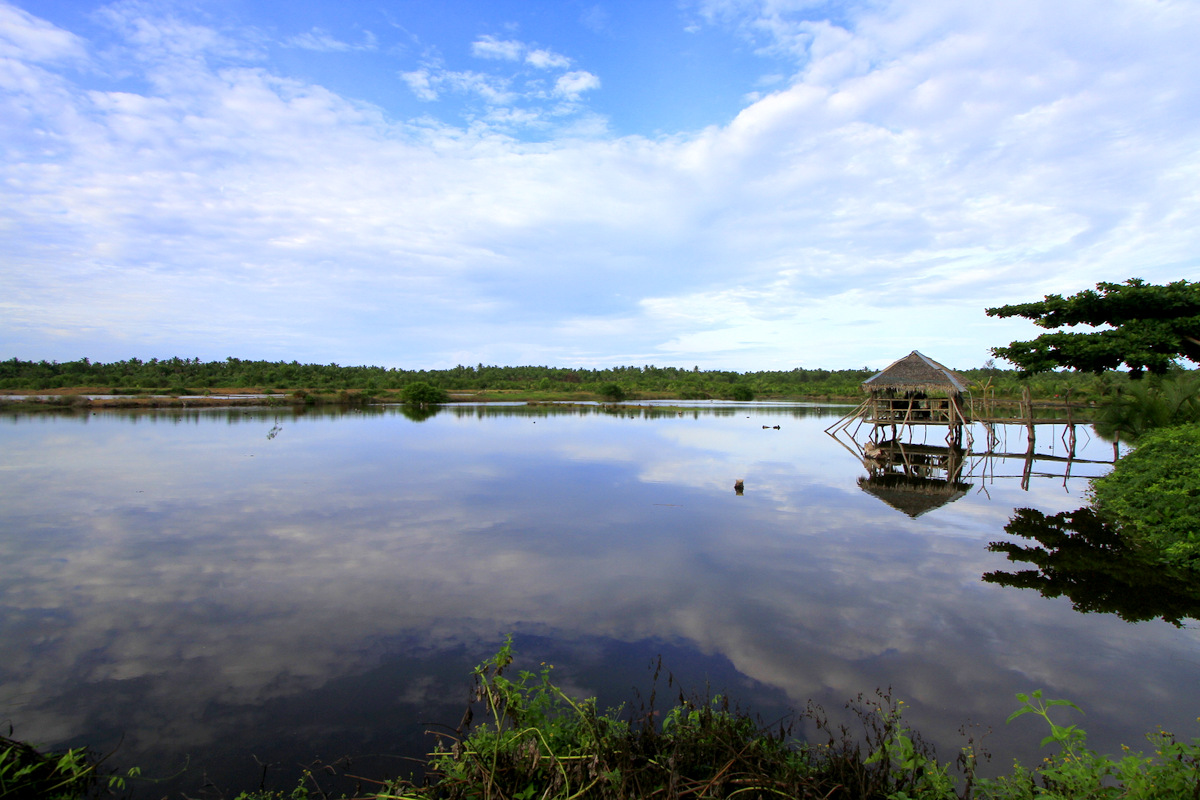
Criadero de peces en Malatgao.

Clima favorable para la agricultura. La temporada de lluvias comienza en mayo prolongándose hasta febrero. La temporada entre los meses de marzo y abril. La temperatura varía dependiendo del terreno y la vegetación.

### Demografía
De acuerdo con el censo de 2000, tiene una población de 56,845 habitantes en 11,521 hogares.
El primero de mayo de 2010 este municipio contaba con una población de  65,264 habitantes.
En 2016 pueblan este municipio  71.064 habitantes, 36.383  hombres y 34.681 mujeres.
Religiones: 41.217 personas, el 58% practican la religión católica; 8,527, el 12% la Iglesia de Cristo; 7,107,  el  10% son Baptistas; 5,685, el 8% son Adventistas.
Idiomas: 28,425 personas, el 40% habla tagalo; 14,213, el 20% Ilongo;  10,661, el 15% Ilocano;  7,106, el  10% Cuyunon (Cuyonon language).

## Barangayes
Narra se subdivide en veintitrés barrios, catorce de estos los cuales están situados en la zona costera, principalmente dedicados a la pesca. Los nueve restantes se encuentran en el interior y se dedican a la agricultura. Tiene total de 125 Purok.
Todos los barrios son rurales excepto la población y Panacán que son urbanos.
| - Antipulúan - Aramaywan - Batang-Batang - San Isidro de Bato-Bato (Bato-Bato) - Burirao - Caguisan - Calategas - Dumagueña - Elvita - Villa Estrella - Ipilán | - Malatgao - Malínao - Población - Panacán - Princesa Urduja - Sandoval - Tacrás - Taritién - Teresa - Tinagong Dagat - Bagong Sikat - Panacán II |

### Antipulúan
Este barrio rural  de Antipuluán se sitúa en la costa  oriental  del  municipio, 9 km al nordeste de la Población (Narra),  frente a las islas de Arena, a 2,6 km y de Rasa o del Sombrero, a 6.1 km.
El barrio  rural de Antipuluán  contaba  en mayo de 2010 con una población de 5.318 habitantes.

### Aramaywan
Este barrio rural costero de Aramayguán se sitúa en la franja costera en el extremo suroriental  del  municipio frente a la Bahía de las Islas (Sumbao),  isla de   de Bengaguán (Taru).
El barrio  rural de Aramayguán  contaba  en mayo de 2010 con una población de 3.143 habitantes.

### Bagong Sikat
Este nuevo barrio rural e interior  de Bagong Sikat se sitúa junto al extremo nororiental del  municipio, al este  de Monte Victoria (Victoria Peaks).

### Batang-Batang
Este barrio rural  de Batang-batang se sitúa en la costa  oriental  del  municipio al noroeste de la Bahía de las Islas (Sumbao).
El barrio  rural de Batang-batang  contaba  en mayo de 2010 con una población de 1.082 habitantes.

### Burirao
Este barrio rural costero de Burirao se sitúa en la franja costera en el extremo suroriental  del  municipio frente a la Bahía de las Islas (Sumbao) frente a las islas de Pulaw Talam (Cudil), Pangasinán (George), Temple (Banking) y Bengaguán (Taru).
El barrio  rural de Burirao  contaba  en mayo de 2010 con una población de 2.456 habitantes.

### Caguisan
Este barrio rural  de Caguisan se sitúa en la costa  oriental  del  municipio frente a las islas de Emelina, de Linda y de Gitana.
El barrio  rural de Caguisan  contaba  en mayo de 2010 con una población de 1.268 habitantes.

### Calategas
Este barrio rural y costero de Calategas se sitúa en la franja costera en la zona oriental del municipio al noroeste de la Bahía de las Islas (Sumbao).
El barrio rural de Calategas contaba en mayo de 2010 con una población de 4.427 habitantes.

### Dumagueña
Este barrio rural e interior  de Dumagueña se sitúa en el extremo nororiental del  municipio al este  de Monte Victoria (Victoria Peaks).

### Elvita
Este barrio rural e interior  de El Vita se sitúa en la  zona central del  municipio a pie de Monte Victoria (Victoria Peaks).
El barrio  rural de El Vita   contaba  en mayo de 2010 con una población de 872 habitantes.

### Ipilán
Este barrio rural costero de Ipilán  se sitúa en la franja costera en el extremo suroriental  del  municipio en la Bahía de las Islas (Sumbao) frente a las islas de Pulaw Talam (Cudil), Pangasinán (George), Temple (Banking) y Bengaguán (Taru).
El barrio  rural de Ipilán  contaba  en mayo de 2010 con una población de 1.766 habitantes.

### Malatgao
Este  barrio rural y costero  de Tinagong Dagat se sitúa junto al extremo suroriental del  municipio, al este  de Monte Victoria (Victoria Peaks).

### Malínao
Este barrio rural y costero de Malinao se sitúa en la franja costera en la zona central del  municipio a pie de Monte Victoria ( Victoria Peaks) y frente a la isla de Rasa.
El barrio  rural de Malinao  contaba  en mayo de 2010 con una población de 2.623 habitantes.

### Panacán I y II
Se sitúan en la franja costera en la zona central del  municipio.La isla de Rasa forma parte del barrio de Panacán.
En mayo de 2010 el barrio  urbano de Panacán contaba  con una población de 4.256 habitantes, mientras que el rural, Panacán II, contaba con 4.663 habitantes. El conjunto suma un total de 8.911 habitantes.

### Princesa Urduja
Este barrio rural e interior de Princesa Urduja se sitúa en la zona oriental  del  municipio al noroeste de la Bahía de las Islas (Sumbao).
El barrio  rural de Princesa Urduja  contaba  en mayo de 2010 con una población de 5.147 habitantes.
Urduja (ca. 1350-1400 d. C.) fue una  princesa legendaria obra del viajero árabe  contemporáneo de Marco Polo Ibn Batuta (1304-1378).
La amazona Urduja  solo se casaría con aquel varón que peleara mejor que ella.
Urduja nunca apareció en el Sucesos de las Islas Filipinas (1609) de Antonio de Morga, considerado por muchos,  Rizal incluido, como la fuente más fiable de época prehispánica.

### San Isidro de Bato-Bato
Este barrio rural y costero de San Isidro de Bato-Bato se sitúa en la franja costera en la zona oriental del municipio al noroeste de la Bahía de las Islas (Sumbao).
El barrio rural de San Isidro de Bato-Bato contaba en mayo de 2010 con una población de 1998 habitantes.

### Sandoval
Este barrio rural e interior  de Sandoval se sitúa junto al extremo oriental del  municipio, al este  de Monte Victoria (Victoria Peaks).

### Tacrás
Este barrio rural costero de Tacras se sitúa en la franja costera en el extremo suroriental  del  municipio frente a la Bahía de las Islas (Sumbao),  islas de  Temple (Banking) y de Bengaguán (Taru).
El barrio  rural de Tacras  contaba  en mayo de 2010 con una población de 1.059 habitantes.

### Taritién
Este barrio rural e interior  de Taritién se sitúa en la  zona oriental del  municipio a pie de Monte Victoria (Victoria Peaks).
El barrio  rural de Taritién   contaba  en mayo de 2010 con una población de 1.616 habitantes.

### Teresa
Este barrio rural  de Teresa se sitúa en la costa  oriental  del  municipio, al noroeste de la Bahía de las Islas (Sumbao).
El barrio  rural de Princesa Teresa  contaba  en mayo de 2010 con una población de 1.235 habitantes.

### Tinagong Dagat
Este  barrio rural y costero  de Tinagong Dagat se sitúa en el  extremo suroriental del  municipio, al este  de Monte Victoria (Victoria Peaks).

### Villa Estrella
Este barrio rural e interior  de Visita Estrella se sitúa en  la  zona oriental del  municipio al este  de Monte Victoria (Victoria Peaks).
Su término linda al sureste con el barrio de Taritién;  al norte con el  barrio de   Culandanum,  en el municipio de Alfonso XIII (Quezón) situado en la costa occidental de la isla; al sur con el barrio de Malatgao en la costa oriental y al nordeste con los barrio de Dumagueña, de  Bagong Sikat y de Sandoval.

### Demografía
El barrio  rural de Visita Estrella contaba  en mayo de 2010 con una población de 1.074 habitantes.

## Historia
Formaba parte de la provincia española de  Calamianes, una de las 35 del archipiélago filipino, en la parte llamada de Visayas. Pertenecía a la audiencia territorial  y Capitanía General de Filipinas, y en lo espiritual a la diócesis de Cebú.
El 21 de junio de 1969 los barrios de Malatgao, Tinagong-dagat, Taritien, Antipoloan, Teresa, Panacan, Narra, Caguisan, Batang-batang, Bato-bato, Barirao, Malinao, Sandoval, Dumaguena, El Vita, Calategas, Arumayuan, Tacras, Borirao y una parte del barrio Abo-abo, que formaban parte del municipio de   Aborlan, forman el nuevo ayuntamiento de Narra cuya se encuentra en el barrio del mismo nombre.
Su primera alcalde (major) fue Ricardo Baldevieso  el vicealcalde fue  Ernesto Mangahas (1970-1971).

## Turismo
El espécimen tipo de Nepenthes attenboroughii fue descubierto  en el Monte Victoria, una montaña de roca ultrabásica, situada en este municipio.